# Søgård
Søgård (dt. Seehof oder Seegaard) ist ein Dorf mit 308 Einwohnern am See Store Søgård Sø (dt. Großer Seehof See) in Nordschleswig (dänisch: Sønderjylland). Die Siedlung liegt fünf Kilometer östlich von Kliplev, fünf Kilometer westlich von Kværs, 15 Kilometer südlich von Aabenraa und 15 Kilometer nördlich von Padborg.
Das Dorf gehört zur Aabenraa Kommune in der Region Syddanmark und zur Gemeinde Kliplev (dän.: Kliplev Sogn). Die neue Autobahn 8 von Kliplev nach Sønderborg, Sønderborgmotorvejen hat einen Anschluss bei Søgård.

## Herrenhaus Søgård
Anfang des 14. Jahrhunderts wurde in Kliplev Sogn ein Herrensitz nördlich des Sees errichtet. Herzog Waldemar Atterdag verpfändete 1344 Lundtoft Herred an den ersten bekannten Lehnsmann auf Søgaard, Johann Lembek, einen Verwandten von Claus Limbek. Dessen Bruder Lüder Lembek baute das Haus zu einer Burg aus, geschützt gelegen auf einer Insel im See. Von den Verteidigungsanlagen sind einige wenige Spuren erhalten geblieben, nachdem ein Ingenieurskorps 1847 an dieser Stelle die Landstraße angelegt hatte. Die Burg selber bestand vermutlich aus einem Turm mit Holz- oder Steinpalisaden. Um 1480 wurde es durch ein Steingebäude ersetzt. Im 16. Jahrhundert existierte womöglich eine größere Wallanlage.
Ab 1398 war Søgård mit der Familie Ahlefeld verbunden. Ursprünglich Lehnsleute der Herzöge, schloss sich Benedikt II. König Waldemar an. Sein Sohn Benedikt III. folgte dieser Linie und stieg in den fünfköpfigen Reichsrat auf. In den folgenden Jahren wurde das Hauptgut mit weiteren Gütern verstärkt, schließlich war Søgaard der größte Besitz im Herzogtum Schleswig. Um 1490 teilten Jørgen († 1500 in Schlacht bei Hemmingstedt) und Benedict († 1513), zwei Söhnen von Claus von Ahlefeldt, das Gut unter sich auf. Sie zogen eine Mauer durch das Herrenhaus und ließen jeder eine Grabkapelle an die Kliplev Kirke anbauen, deren Kirchenpatronat sie sich teilten. Gutsherr Friedrich von Ahlefeldt wurde 1623 in Søgård geboren.
Während des Feldzugs des schwedischen Generals Lennart Torstensson konnten die Wälle 1643 gehalten werden, jedoch wurde das Herrenhaus zerstört und brannte nieder. Es wurde nicht wieder aufgebaut, die Ahlefelds nahmen ihren Sitz vorübergehend in Grøngrøft. Die Ruine lieferte Baumaterial für die Errichtung von Schloss Gravenstein. Carl von Ahlefeldt war der letzte Besitzer aus diesem Geschlecht. Nach seinem Tod 1722 mussten die hinterlassenen Schulden durch umfangreiche Verkäufe beglichen werden. Søgaard und Gravenstein wurden getrennt, auch die Höfe Fiskebæk, Kiding, Ballesgård, Skovbølgård, Bojskov, Ladegård, Grøngrøft, Stoltelund, Kelstrup, Årup und Ahretoft gingen für Søgaard verloren. Fortan war das Gut in wechselndem Besitz.
Der königliche Landrat Heltzen in Apenrade übernahm Søgaard 1854. In der Folge wurden alle rechtlichen Sonderstellungen des Gutsbezirks beseitigt, abgesehen vom Patronat über die Kirche in Kliplev. 1858/60 wurde das Gutshaus erweitert und erhielt sein heutiges Aussehen. 1863 wurde eine Brennerei errichtet, in der Bommerlunder-Schnaps gebrannt wurde, bis die Produktion nach einem Brand nach Flensburg verlagert werden musste.
In preußischer Zeit bemühten sich dänisch gesinnte Kreise, Landgüter nicht in deutsche Hände fallen zu lassen. 1898 wurde auch zu diesem Zweck der Bauernbund Oktoberforeningen gegründet. 1906 konnte Bankdirektor Axel Heide das Gut erwerben. Nach dem Finanzskandal um P.A. Alberti 1908 musste es Villars Lunn, Abgeordneter und Schwiegersohn des Bürgermeisters von Apenrade, vorübergehend kaufen, um es bald an den bisherigen Gutsverwalter Raben weiterzugeben.

### Ausbildungszentrum Seegaardlager (Uddannelsescenter Søgårdlejren)

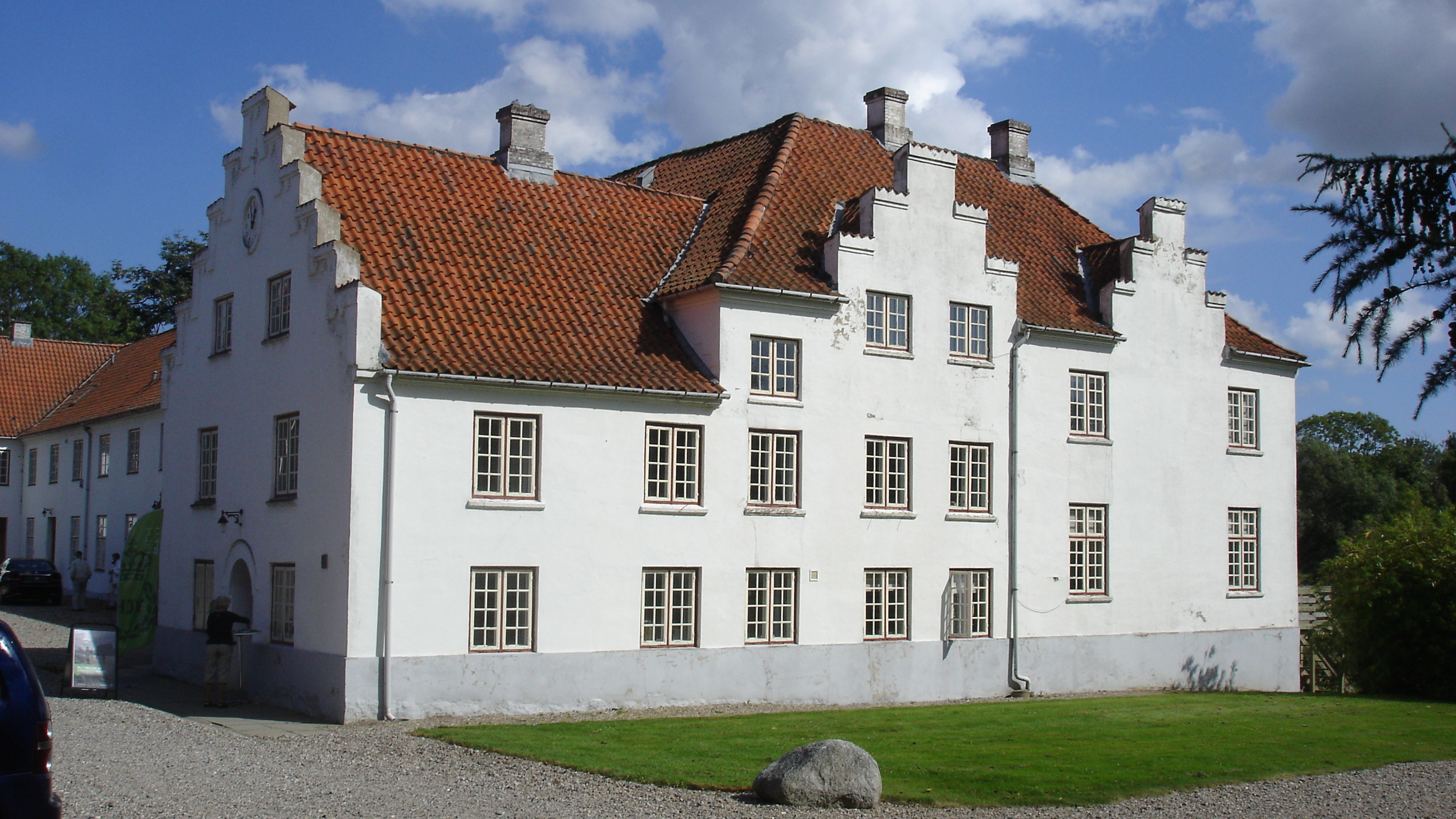
Søgårdlejren (dt. Søgårdlager), Westflügel aus dem Jahr 1858–60

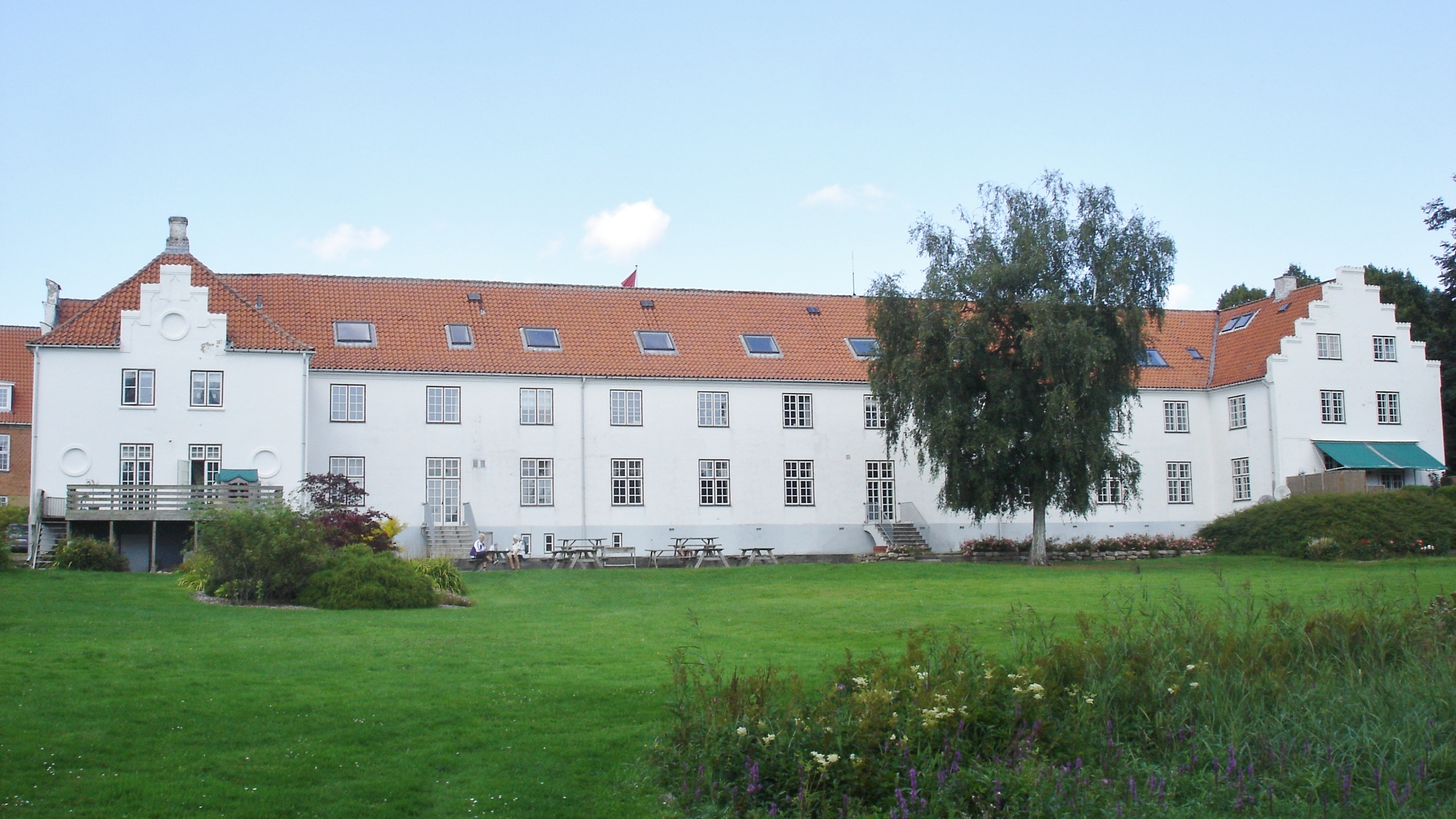
Søgårdlejren, Hauptgebäude von 1935 auf dem alten Fundament

1934 erwarb das dänische Kriegsministerium das Anwesen. Ein neuer Ostflügel wurde errichtet, Kasernen kamen 1936/37 hinzu, ein Gymnastiksaal 1939. Nach dem Zweiten Weltkrieg wurde der Komplex von der neu gegründeten Dänischen Heimwehr (Hjemmeværnet) übernommen, er dient heute als Ausbildungszentrum für Fünen, Süd- und Süderjütland.